# Église du Saint-Sacrement de Pierrerue
Pour les articles homonymes, voir Église du Saint-Sacrement.
L'église de Pierrerue, est une église de style roman située sur la commune de Pierrerue dans le département des Alpes-de-Haute-Provence en France.